# Rafael Sánchez Saus
Rafael Sánchez Saus (Albacete, 1956) es un historiador español especializado en historia medieval. Catedrático de Historia Medieval en la Universidad de Cádiz y ex Rector de la Universidad CEU San Pablo. Además, es columnista en las cabeceras del Grupo Joly.

## Biografía
Nacido en Albacete, pero avecindado tempranamente en Sevilla, Rafael Sánchez Saus obtuvo la Licenciatura en Geografía e Historia en la Facultad de Filosofía y Letras de la Universidad de Sevilla con la calificación de Sobresaliente por unanimidad.
En 1986 logra el título de doctor por la Universidad Complutense de Madrid con la tesis Los linajes de la baja nobleza en la Andalucía de los siglos XIII al XV (Sevilla y Jerez de la Frontera), bajo la dirección de Miguel Ángel Ladero Quesada.
Rafael Sánchez Saus es catedrático de Historia Medieval en la Universidad de Cádiz y ha desempeñado roles significativos en el ámbito académico y administrativo. Es académico de número de la Real Academia Hispanoamericana (Ingreso: 17-10-2002, sillón P), donde ha ocupado cargos directivos. En 2023 se convirtió en miembro de la Real Academia de Bellas Artes de Santa Cecilia. Académico titular y fundador de la Académie Internationale de Généalogie. También es Académico correspondiente de la Real Academia de la Historia y miembro de la Real Academia Sevillana de Buenas Letras.

### Cargos y responsabilidades
Sánchez Saus ha desempeñado, entre otros, los siguientes cargos:
- Director del Servicio de Publicaciones de la Universidad de Cádiz, en cuyo ejercicio recibió el Premio Nacional de Edición Universitaria.
- Vicepresidente de la Asociación de Editoriales Universitarias Españolas
- Decano de la Facultad de Filosofía y Letras de Cádiz.[3]
- Vocal del Patronato de la Fundación Universitaria San Pablo CEU y de la Fundación San Pablo Andalucía (2007).
- Rector de la Universidad CEU San Pablo (2009), sucediendo al también historiador Alfonso Bullón de Mendoza.[4]
- Director de la Real Academia Hispano Americana (2007-2009).
- Secretario de la Cátedra Alfonso X el Sabio.
- Entre 2019 y 2024 fue director del Congreso Católicos y Vida Pública, organizado por CEU y ACdP, organización esta última de la que es miembro.[5]

### Contribuciones académicas
Sánchez Saus es reconocido por su profunda especialización en la Baja Edad Media y las interacciones entre cristianos y musulmanes en el mundo hispánico. Sus investigaciones han aportado perspectivas valiosas sobre la estructura social y política de la España medieval, con énfasis en las élites políticas y la aristocracia. Entre sus publicaciones más destacadas se encuentran "Al-Andalus y la cruz" (2016), que explora las relaciones entre cristianos y musulmanes, y "Las élites políticas bajo los Trastámara: poder y sociedad en la Sevilla del siglo XIV" (2009), que analiza el poder y la estructura social de Sevilla en ese período. También ha investigado sobre la expansión atlántica con su obra "La conquista del Atlántico: navegación, colonizaciones y comercio en los siglos VI al XV" (2000), proporcionando un análisis exhaustivo sobre la expansión marítima y sus implicaciones socioeconómicas.

## Publicaciones destacadas
- Sánchez Saus, Rafael (1989). Caballería y linaje en la Sevilla medieval. Sevilla: Diputación de Sevilla y Universidad de Cádiz.
- Sánchez Saus, Rafael (1991). Linajes Sevillanos Medievales. Sevilla: Guadalquivir (con el Patrocinio de la Real Maestranza de Caballería de Sevilla. ISBN 9788486080310.
- Sánchez Saus, Rafael (1996). Linajes medievales de Jerez de la Frontera. Sevilla: Ediciones Guadalquivir. ISBN 9788480939935.
- Sánchez Saus, Rafael (2000). La conquista del Atlántico: navegación, colonizaciones y comercio en los siglos VI al XV. ISBN 9788476354407.
- Sánchez Saus, Rafael (2004). La nobleza andaluza en la Edad Media. Editorial Universidad de Granada y Servicio de Publicaciones de la Universidad de Cádiz, Granada. ISBN 9788433833334.
- Sánchez Saus, Rafael (2009). Las élites políticas bajo los Trastámara: poder y sociedad en la Sevilla del siglo XIV. Sevilla: Universidad de Sevilla. ISBN 9788447211777.
- Sánchez Saus, Rafael (2015). La Sevilla de doña Guiomar Manuel. Un ejemplo medieval de evergesia cívica y cristiana. Sevilla: Real Maestranza de Caballería de Sevilla. ISBN 9788494139291.
- Sánchez Saus, Rafael (2016). Al-Andalus y la cruz. Stella Maris. ISBN 9788416541232.
- Sánchez Saus, Rafael (2018). Dios, la historia y el hombre. Madrid: Encuentro. ISBN 9788490559178.

## Premios y reconocimientos
- Premio de la Fundación Fondo de Cultura de Sevilla (FOCUS) a la mejor tesis doctoral sobre un tema sevillano.
- Premio “Brant IV de Koskull” de la Confédération Internationale de Généalogie et d’Héraldique.
- Premio de Investigación sobre Humanidades “Cultura y Nobleza” por su obra La Sevilla de Guiomar Manuel. Un ejemplo de evergetismo medieval y cristiano (2014).
- Rector Honorífico de la Universidad CEU San Pablo de Madrid.[7]